# Internet Chess Club
Internet Chess Club (ICC) é um website comercial dedicado à prática e a discussão sobre o enxadrismo, tendo entre seus afiliados grandes mestres internacionais de xadrez, entre eles o GMI Henrique Mecking.